# Agile Manifesto
Манифест гибкой разработки программного обеспечения (англ. Agile Manifesto) — основной документ, содержащий описание ценностей и принципов гибкой разработки программного обеспечения, разработанный в феврале 2001 года на встрече 17 независимых практиков нескольких методик программирования, именующих себя «Agile Alliance».
Текст манифеста доступен на более чем 50 языках (в т. ч. на русском), и включает в себя 4 ценности и 12 принципов.

## История
Agile-манифест был опубликован 13 февраля 2001 года, став результатом встречи 11-13 февраля на горнолыжном курорте в штате Юта 17 представителей различных концепций разработки программного обеспечения. Среди этой группы (называвшей себя «Agile Alliance») авторов, подписавших манифест, были Майк Биддл, Кент Бек, Алистер Кокбёрн, Уорд Каннингем, Мартин Фаулер, Джим Хайсмит, Энди Хант, Рон Джеффрис, Роберт Мартин, Стивен Дж. Меллор, Кен Швабер, Джефф Сазерленд, Дейв Томас и другие.

## Ценности
1. Люди и взаимодействие важнее процессов и инструментов.
2. Работающий продукт важнее исчерпывающей документации.
3. Сотрудничество с заказчиком важнее согласования условий контракта.
4. Готовность к изменениям важнее следования первоначальному плану.

Таким образом, не отрицая важности того, что справа, мы всё-таки больше ценим то, что слева.

## Основные принципы
- Наивысшим приоритетом для нас является удовлетворение потребностей заказчика, благодаря регулярной и ранней поставке ценного программного обеспечения.
- Изменение требований приветствуется даже на поздних стадиях разработки. Agile-процессы позволяют использовать изменения для обеспечения заказчику конкурентного преимущества.

- Работающий продукт следует выпускать как можно чаще, с периодичностью от пары недель до пары месяцев.
- На протяжении всего проекта разработчики и представители бизнеса должны ежедневно работать вместе.
- Над проектом должны работать мотивированные профессионалы. Чтобы работа была сделана, создайте условия, обеспечьте поддержку и полностью доверьтесь им.
- Непосредственное общение является наиболее практичным и эффективным способом обмена информацией как с самой командой, так и внутри команды.
- Работающий продукт — основной показатель прогресса.
- Инвесторы, разработчики и пользователи должны иметь возможность поддерживать текущий темп бесконечно. Agile помогает наладить такой устойчивый процесс разработки.

- Постоянное внимание к техническому совершенству и качеству проектирования повышает гибкость проекта.
- Простота — искусство минимизации лишней работы — крайне необходима.
- Самые лучшие требования, архитектурные и технические решения рождаются у самоорганизующихся команд.
- Команда должна систематически анализировать возможные способы улучшения эффективности и соответственно корректировать стиль своей работы[3].